# Стојаково
Стојаково (мкд. Стојаково) је насеље у Северној Македонији, у крајње јужном делу државе. Стојаково је насеље у оквиру општине Богданци.

## Географија
Стојаково је смештено у крајње јужном делу Северне Македоније, близу државне границе са Грчком, која се пружа 3 km јужно од насеља. Од најближег већег града, Струмице, село је удаљено 45 km јужно.
Село Стојаково се налази у историјској области Бојмија. Село је положено у долини Вардара, на приближно 70 метара надморске висине. Околина насеља је на равничарска и плодно пољопривредно подручје,
Месна клима је измењена континентална са значајним утицајем Егејског мора (жарка лета).

## Историја
Српска основна школа је у том ђевђелијском селу престала са радом 1904. године. Она је поново отворена фебруара 1906. године. Промењен је њен мутавелија, а изабран нови учитељ Коста Васиљевић из Богданца. Те године 29. априла одржан је годишњи испит у српској школи пред надзорником Солунског вилајета.

## Становништво
Стојаково је према последњем попису из 2021. године имало 1.451 становника.
| Национални састав према попису из 2021.‍ | Национални састав према попису из 2021.‍ | Национални састав према попису из 2021.‍ | Национални састав према попису из 2021.‍ | Национални састав према попису из 2021.‍ |
| --------------------------------------- | --------------------------------------- | --------------------------------------- | --------------------------------------- | --------------------------------------- |
|                                         |                                         |                                         |                                         |                                         |
| Македонци                               | Македонци                               |                                         | 1.363                                   | 93,9%                                   |
| непописани                              | непописани                              |                                         | 71                                      | 4,9%                                    |

Претежна вероисповест месног становништва је православље.

## Познате личности
- Васил Тоциновски, северномакедонски писац и научник